# ژان تیگانا
ژان آمادو تیگانا (به فرانسوی: Amadou TiganaJean) بازیکن فوتبال و هافبک اهل فرانسه است که از سال ۱۹۸۰ تا ۱۹۸۸ میلادی عضو تیم ملی فوتبال فرانسه بوده‌است. وی در ۵۲ بازی ملی حضور داشته‌است و در بازی‌های ملی‌اش ۱ گل به ثمر رساند.